# Broučci

Hình minh họa Broučci của Jiří Trnka

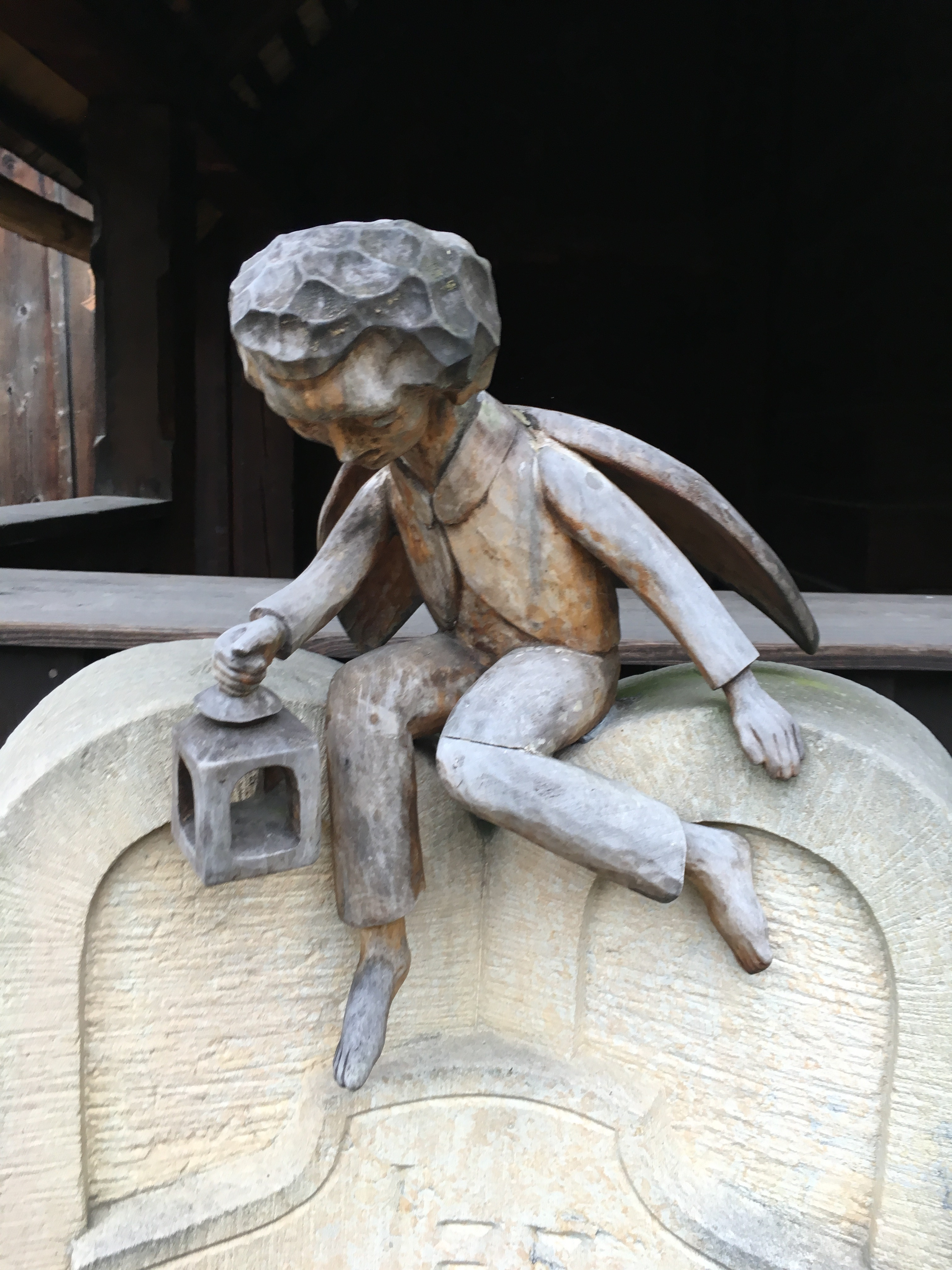
Một hình khắc trên bia mộ của Broučci.

Broučci là một cuốn sách thiếu nhi kinh điển của Jan Karafiát xuất bản bằng tiếng Séc vào đầu những năm 1870. Tựa đề cuốn sách trong tiếng Séc mang nghĩa là bọ cánh cứng và từ "Broučci" thường dùng để nói đến "những hình ảnh truyền thống của người Séc cùng với loài côn trùng thần tiên" như các nhân vật trong cuốn sách. Còn trong tiếng Anh, cuốn sách có tiêu đề là Đom đóm.

## Lý lịch
Cuốn sách xuất bản nặc danh lần đầu vào năm 1876 với tiêu đề Broučci pro malé i velké děti (Đom đóm cho trẻ nhỏ và lớn), tuy nhiên lại không có nhiều đọc giả quan tâm và đón nhận nó. Mãi cho đến năm 1893, khi nhà báo Gustav Jaroš (Gamma) xuất bản một bài phê bình không dấu trên tạp chí Čas (Time), độ nổi tiếng của cuốn sách mới từ đó mà tăng lên và còn tạo ra một làn sóng ảnh hưởng về lâu dài. Jaroš gọi Broučci với cái tên vô cùng mỹ miều là "bông hoa đẹp nhất của văn học thiếu nhi Séc". Ngay sau đó, ấn bản đầu tiên của cuốn sách ra đời và bán hết một cách nhanh chóng.
Cuốn sách trải qua nhiều lần tái bản với lần đầu vào năm 1894.
Vào năm 1912, cuốn sách xuất bản dưới tên tác giả Jan Karafiát sau mười ấn bản. Đến năm 1942, bản dịch tiếng Anh của cuốn sách hoàn thiện và đến tay độc giả. Đến năm 2004, tồn tại 80 ấn bản khác nhau bằng tiếng Séc của cuốn sách.
Broučci được coi là cuốn sách thiếu nhi kinh điển của Séc, tuy nhiên lại nhận về những ý kiến trái chiều từ giới phê bình. Tác phẩm mang trên mình phong cách thơ mộng cùng trí tưởng tượng phong phú của Karafiát, cũng như chứa đựng những yếu tố của chủ nghĩa bảo thủ đạo đức, thứ gây ra bởi niềm tin nhất quán của tác giả - một giáo sĩ thời Calvin - về sự cần thiết của việc trải qua một cuộc đời "thuận theo an bài Chúa". Những lời khen có cánh dành cho tác phẩm xuất phát từ chính việc nó có cốt truyện giàu trí tưởng tượng và chất trữ tình tự nhiên, kết nối với tính nhân văn và những diễn giải thơ mộng về một thế giới tưởng tượng qua lăng kính là đôi mắt của trẻ em.
Cuốn sách xuất hiện trong một số bộ phim hoạt hình như: năm 1967, Libuše Koutná thực hiện một bộ phim truyền hình dài 8 phần có tên là Broučci, trong những năm 1990, phiên bản mới của bộ phim tái xuất với cùng một tiêu đề.
Nhà sản xuất con rối và họa sĩ minh họa người Séc Jiří Trnka tạo ra một trong những bộ tranh minh họa cho cuốn sách và nhận rất nhiều sự tâm từ độc giả. Câu chuyện về những con đom đóm cũng truyền cảm hứng cho một sáng tác của nhà soạn nhạc Václav Trojan. Trong Thế chiến thứ hai, các tù nhân của trại tập trung Theresienstadt của Đức Quốc xã cũng biên kịch lại và biểu diễn tác phẩm. Nhưng sau cùng, buổi biểu diễn của họ ở Theresienstadt hủy bỏ vì các tù nhân của trại tập trung phải giúp đỡ những tù nhân mới đến khi họ phải chịu đựng quấy rối và hành hạ trong một chuyến vận chuyển quá tải.

## Bản dịch tiếng anh
- Jan Karafiát, Đom đóm, bản dịch của Rose Fyleman, minh họa của Emil Weiss, Allen & Unwin (London, Anh), 1942.